# Arnošt z Pardubic
Arnošt z Pardubic (kolem 1305, Hostinka – 30. června 1364, Roudnice nad Labem) byl posledním pražským biskupem (1343–1344) a posléze prvním arcibiskupem a metropolitou českým (1344–1364). Pocházel z rodu pánů z Pardubic, který svůj původ odvozoval od společného předka Malovců. Narodil se jako nejstarší ze čtyř synů Arnošta z Hostýně (dnes Hostinka) a paní Adličky.

## Život

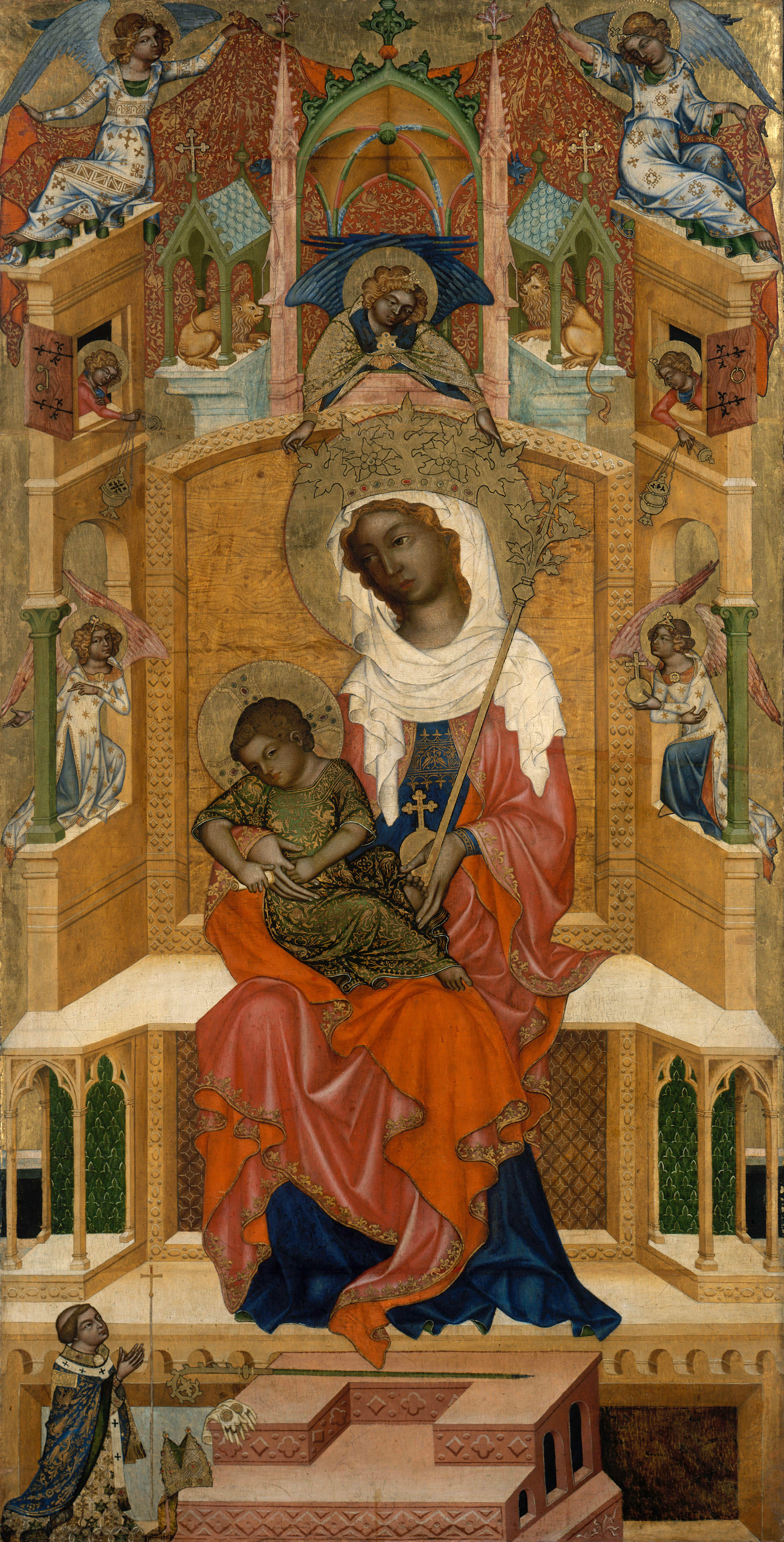
Madona Kladská

Arnošt prožil dětství v Kladsku, kde ho otec, zdejší královský purkrabí, dal učit svobodným uměním ve farní škole johanitů při kostele sv. Jana. Následovalo učení ve významné klášterní škole benediktinů v Broumově. Dále Arnošt studoval v Praze, a protože v hlavním českém městě ještě univerzita nebyla, vypravil se adept vysokoškolského vzdělání do Itálie. Zde studoval čtrnáct let v Bologni a Padově, jeho hlavní obor ovšem nebylo bohosloví, nýbrž práva. Právě v Itálii se seznámil s budoucím císařem Karlem IV. Ještě jako student navštívil papežský Avignon.

### Duchovní, politická a umělecká činnost
Po návratu do Čech (1339) přijal Arnošt kněžské svěcení. Působil v biskupské kapitule u svatého Víta na Pražském hradě, kde byl roku 1340 jmenován děkanem a tuto funkci vykonával až do roku 1343. Když 5. ledna 1343 zemřel pražský biskup Jan IV. z Dražic, stal se jeho nástupcem na přímluvu markraběte Karla IV., jehož byl důvěrníkem. Zanedlouho nato pověřil Karel Arnošta poselstvím k papeži ohledně zřízení pražského arcibiskupství. Po ročním biskupském působení současně s povýšením pražského stolce na metropolitní byl 30. dubna 1344 jmenován arcibiskupem. Podléhalo mu pak biskupství olomoucké a téhož roku založené biskupství litomyšlské.
Téhož roku za přítomnosti krále Jana Lucemburského a jeho syna Karla IV. vysvětil základní kámen budoucí katedrály svatého Víta, Václava a Vojtěcha. Jako první český církevní hodnostář dostal od papeže právo korunovat české krále. Do doby, než bylo zřízeno pražské arcibiskupství, korunoval české krále mohučský arcibiskup. Dne 2. září 1347 korunoval Karla IV. českým králem a jeho manželku Blanku z Valois českou královnou. V době nepřítomnosti Karla IV. v letech 1354 a 1355 spravoval celou zemi.
Měl velkou šanci stát se papežem. Roku 1355 zakázal tzv. ordály – boží soudy, označuje je za pohanský zvyk. Ačkoli ordály byly zakázány již v roce 1215 lateránským koncilem, zákaz se příliš nedodržoval. Při těchto krutých soudech byl obžalovaný svlečen a vhozen do vody. Pokud se utopil, měl to být důkaz jeho viny. Jiný způsob byl ordál žhavým železem. Obviněný musel přejít přes žhavá železa bosou nohou či držet žhavé železo v ruce, odříkávaje přísežnou formulku. Popáleniny byly považovány za důkaz viny.
Arnošt z Pardubic byl také zručný řezbář. Podle tradice měl vyřezat sošku Panny Marie Svatohorské, která údajně ronila slzy.[zdroj?]
V roce 1349 vyhlásil provinciální statuta, církevní zákoník, který systematicky stanovil hlavní zásady církevního práva. Vymezil kompetenci a způsob jednání biskupského soudu. Spiritualita prvého arcibiskupa byla blízká augustinianismu, mezi augustiniánskými kanovníky měl spolupracovníky a tomuto řádu založil kláštery v Kladsku, Roudnici nad Labem, Sadské, Jaroměři a Rokycanech.

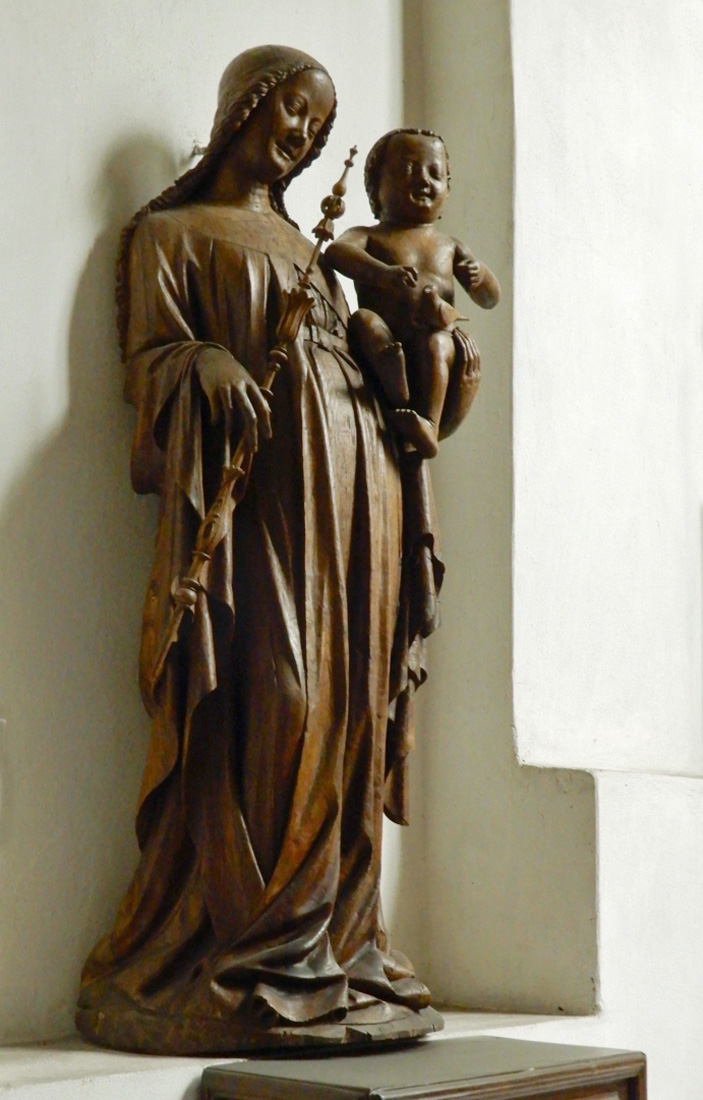
Kladsko - gotická madona v kostele Nanebevzetí Panny Marie, Parléřovská dílna, 2. polovina 14. století

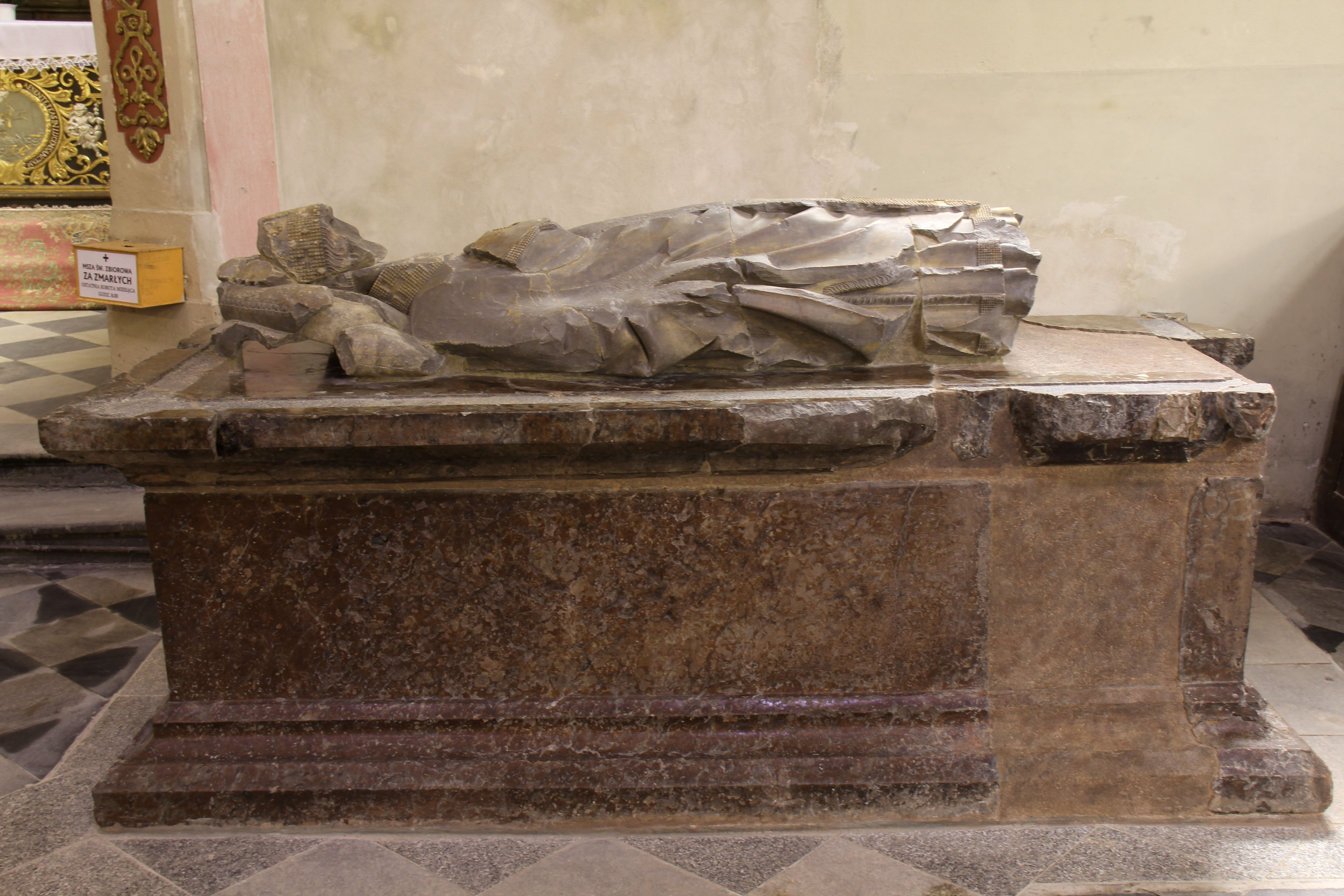
Kladsko, náhrobní tumba Arnošta z Pardubic, dílna Petra Parléře, před rokem 1364

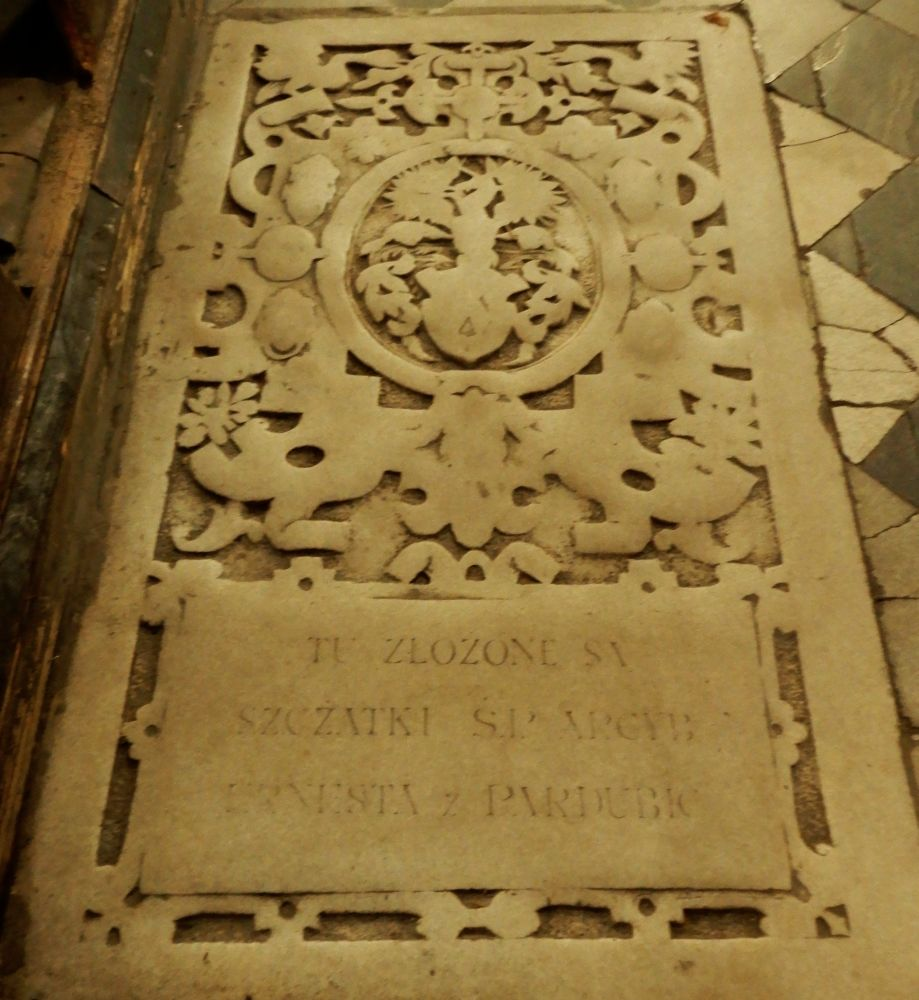
Kladsko, náhrobní deska Arnošta z Pardubic v podlaze chrámu, polovina 16. století

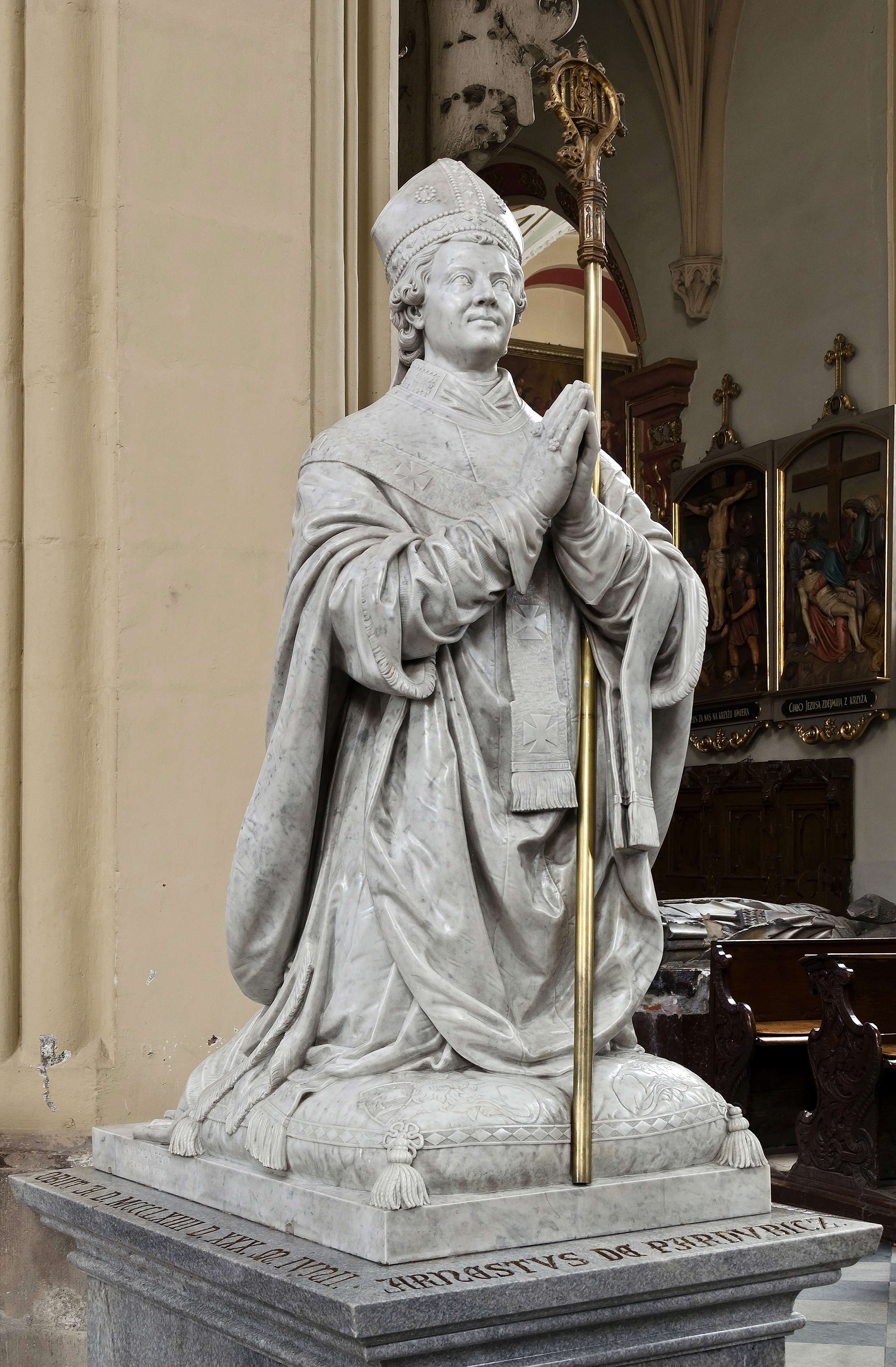
Kenotaf Arnošta z Pardubic v Kladsku, Johann Janda 1864

Arnošt z Pardubic působil často jako diplomat ve službách Karla IV., zápisy se o něm zmiňují jako o pohledném a duchaplném muži evropského rozhledu a dobrém řečníkovi. Při této příležitosti se seznámil i s Francescem Petrarkou, kterého král v roce 1356 pozval do Prahy.
Po založení pražské univerzity roku 1348 se Arnošt z Pardubic stal jejím kancléřem, stejně tak, jako jeho nástupci předhusitské doby.
Zemřel roku 1364 v Roudnici nad Labem a byl pohřben v Kladsku ve farním kostele Nanebevzetí Panny Marie.

### Donátor výtvarného umění
Arnošt se projevoval jako štědrý donátor výtvarného umění. K nejvýznamnějším dochovaným památkám patří monumentální deskový obraz trůnící Panny Marie s Ježíškem a s klečícím arcibiskupem Arnoštem u nohou, zvaný podle svého určení Kladská madona. Jde pouze o střední část kdysi několikadílné skládací oltářní archy, oltářní retábl. Madona je dnes vystavená ve sbírce Státních muzeí v Berlíně. Madoně Kladské byla zasvěcena 10. kaple Svaté cesty z Prahy do Staré Boleslavi, založené roku 1674.
Druhou významnou památkou je dřevořezba, socha stojící madony s Ježíškem a ptáčkem v jižní kapli kladského mariánského kostela, pocházející ze 60.–70. let 14. století. Ta je rovněž spojována s donací Arnošta z Pardubic.
Arnošt si dále objednal několik iluminovaných rukopisů, které se dochovaly jednak v Kapitulní knihovně u svatého Víta na Pražském hradě (například Graduál), a dále v Národní knihovně České republiky (například Orationale Arnesti).

### Hrob a náhrobní památky
Arnošt si patrně již za svého života pořídil náhrobní tumbu s tesanou figurou arcibiskupa s insigniemi, ležící s figurou lva u nohou, které se ve fragmentech dochovaly v severní boční lodi farního kostela Nanebevzetí Panny Marie v Kladsku. Socha zhotovená z opuky byla dovezena z Čech, pravděpodobně již hotová, stylově zřejmě patří do dílny Petra Parléře. Figurální část i mramorová tumba byly vážně poškozeny a dodnes se náhrobek dochoval v torzálním stavu. Náhrobek byl v roce 2017 restaurován fakultou restaurování Univerzity Pardubice. V rámci restaurování došlo k rozebrání tumby i náhrobku a opětovnému sestavení v původním rozměru (tumba byla při přesunu v 19. století zkrácena) na nové reprezentativní místo v kostele. Restaurátorské práce prováděl a vedl doc. Jakub Ďoubal, Ph.D.
V době luteránské v polovině 16. století byla tumba přestěhována od hlavního oltáře a hrob překryla v podlaze jen plochá deska s nízkým reliéfním ornamentem a nápisem. Arnoštova klečící figura v chóru téhož chrámu je novodobým epitafem, tato socha z bílého mramoru byla pořízena k 500. výročí arcibiskupovy smrti, jejím autorem je slezský sochař berlínského školení Johannes Janda.